# Ballspielverein Borussia 09 Dortmund 2019-2020
Questa pagina raccoglie i dati riguardanti il Ballspielverein Borussia 09 Dortmund nelle competizioni ufficiali della stagione 2019-2020.

## Maglie e sponsor
| Casa | Trasferta | Terza divisa |

## Organigramma Societario
Consiglio di Amministrazione
- Presidente: Reinhard Rauball
- Vicepresidente: Gerd Pieper
- Amministratore direttivo: Gerd Pieper, Peer Steinbrück
- Amministratore economico: Thomas Treß
- Marketing e Management: Karl-Heinz Riedle, Patrick Owomoyela, Benedikt Scholz

Area gestione aziendale
- Direttori generali: Hans-Joachim Watzke, Carsten Cramer
- Consulente del management: Matthias Sammer
- Area Marketing: Roman Weidenfeller
- Kit Manager: Frank Gräfen
- Direttore media e comunicazione: Sascha Fligge
- Advisor: Dr. Werner Zöchling
- Coordinamento media e comunicazione: Josef Schneck
- Responsabile finanziario: Dr. Reinhold Lunow

Area comunicazione
- Direttore area tifosi: Sigfried Held, Wolfgang de Beer
- Responsabile area tifosi: Petra Stüker, Sebastian Walleit, Timm Hübner, Uwe Pleß
- Addetto stampa ed editoria: Arne Niehörster
- Annunciatore: Norbert Dickel

- Direttore Sportivo: Michael Zorc
- Segretario generale: Sebastian Kehl
- Team Manager: Fritz Lünschermann

Area tecnica
- Allenatore: Lucien Favre
- Allenatore in seconda: Manfred Stefes, Edin Terzić
- Collaboratori tecnici: Markus Pilawa, Ingo Preuß, Artur Platek, Waldemar Wrobel, Benjamin Frank, Sebastian Frank, Alen Terzic, Thomas Schlieck, Thomas Schlieck
- Preparatore dei portieri: Matthias Kleinsteiber
- Coordinatore portieri: Thomas Schlieck
- Responsabile preparazione atletica: Willi Droste
- Preparatori atletici: Johannes Wieber, Mathias Kolodziej, Florian Wangler
- Responsabile Training Check: Anke Steffen
- Analista: Kai-Norman Schulz
- Analisti video: Serdar Ayar, Frank Rutemöller
- Talent Manager: Otto Addo

Area sanitaria
- Medico sociale: Markus Braun
- Fisioterapista: Thorben Voeste, Thomas Zetzmann, Swantje Thomßen, Olaf Wehmer
- Psicologo: Philipp Laux

Settore Giovanile
- Direttore settore giovanile: Wolfgang Springer
- Coordinatore vivaio: Lars Ricken, Edwin Boekamp

## Rosa
Organico e numerazione aggiornati al 1º luglio 2020.
| N. |                        | Ruolo | Calciatore            |
| -- | ---------------------- | ----- | --------------------- |
| 1  | Svizzera (bandiera)    | P     | Roman Bürki           |
| 2  | Francia (bandiera)     | D     | Dan-Axel Zagadou      |
| 3  | Germania (bandiera)    | D     | Marco Rente           |
| 5  | Marocco (bandiera)     | D     | Achraf Hakimi         |
| 6  | Danimarca (bandiera)   | C     | Thomas Delaney        |
| 7  | Inghilterra (bandiera) | C     | Jadon Sancho          |
| 8  | Germania (bandiera)    | C     | Mahmoud Dahoud        |
| 9  | Spagna (bandiera)      | A     | Paco Alcácer          |
| 10 | Germania (bandiera)    | C     | Mario Götze           |
| 11 | Germania (bandiera)    | A     | Marco Reus (capitano) |
| 13 | Portogallo (bandiera)  | D     | Raphaël Guerreiro     |
| 14 | Germania (bandiera)    | D     | Nico Schulz           |
| 15 | Germania (bandiera)    | D     | Mats Hummels          |
| 16 | Svizzera (bandiera)    | D     | Manuel Akanji         |
| 17 | Norvegia (bandiera)    | A     | Erling Haaland        |
| 18 | Argentina (bandiera)   | D     | Leonardo Balerdi      |
| 19 | Germania (bandiera)    | C     | Julian Brandt         |
| 20 | Germania (bandiera)    | P     | Jonas Hupe            |
| 21 | Germania (bandiera)    | A     | Alaa Bakir            |

| N. |                        | Ruolo | Calciatore                      |
| -- | ---------------------- | ----- | ------------------------------- |
| 22 | Spagna (bandiera)      | D     | Mateu Morey                     |
| 23 | Belgio (bandiera)      | C     | Thorgan Hazard                  |
| 25 | Germania (bandiera)    | P     | Luca Unbehaun                   |
| 26 | Polonia (bandiera)     | D     | Łukasz Piszczek (vice-capitano) |
| 27 | Germania (bandiera)    | C     | Marius Wolf                     |
| 27 | Germania (bandiera)    | C     | Emre Can                        |
| 28 | Belgio (bandiera)      | C     | Axel Witsel                     |
| 29 | Germania (bandiera)    | D     | Marcel Schmelzer                |
| 30 | Paesi Bassi (bandiera) | C     | Immanuel Pherai                 |
| 32 | Stati Uniti (bandiera) | C     | Giovanni Reyna                  |
| 33 | Germania (bandiera)    | C     | Julian Weigl                    |
| 33 | Germania (bandiera)    | C     | Chris Führich                   |
| 34 | Danimarca (bandiera)   | A     | Jacob Bruun Larsen              |
| 34 | Germania (bandiera)    | C     | Taylan Duman                    |
| 35 | Germania (bandiera)    | P     | Marwin Hitz                     |
| 36 | Turchia (bandiera)     | D     | Ömer Toprak                     |
| 37 | Germania (bandiera)    | C     | Tobias Raschl                   |
| 40 | Germania (bandiera)    | P     | Eric Oelschlägel                |

## Calciomercato

### Sessione estiva(dall'1/7 al 2/9)
| Acquisti | Acquisti       | Acquisti              | Acquisti                       |
| R.       | Nome           | da                    | Modalità                       |
| -------- | -------------- | --------------------- | ------------------------------ |
| A        | Paco Alcácer   | Barcellona            | riscatto cartellino (21 mln €) |
| D        | Nico Schulz    | Hoffenheim            | definitivo (25,5 mln €)        |
| C        | Thorgan Hazard | Borussia M'gladbach   | definitivo (25,5 mln €)        |
| C        | Julian Brandt  | Bayer Leverkusen      | definitivo (25 mln €)          |
| D        | Mats Hummels   | Bayern Monaco         | definitivo (30,5 mln €)        |
| D        | Mateu Morey    | Barcellona            | gratuito                       |
| C        | Felix Passlack | Norwich City          | fine prestito                  |
| A        | Alexander Isak | Willem II             | fine prestito                  |
| C        | Sebastian Rode | Eintracht Francoforte | fine prestito                  |
| D        | Jeremy Toljan  | Celtic                | fine prestito                  |
| A        | André Schürrle | Fulham                | fine prestito                  |
| C        | Shinji Kagawa  | Beşiktaş              | fine prestito                  |

| Cessioni | Cessioni           | Cessioni              | Cessioni                                                                 |
| R.       | Nome               | a                     | Modalità                                                                 |
| -------- | ------------------ | --------------------- | ------------------------------------------------------------------------ |
| C        | Christian Pulisic  | Chelsea               | fine prestito                                                            |
| A        | Alexander Isak     | Real Sociedad         | definitivo (6,5 mln €)                                                   |
| C        | Felix Passlack     | Fortuna Sittard       | prestito                                                                 |
| D        | Jeremy Toljan      | Sassuolo              | prestito biennale oneroso (2,25 mln €) con obbligo di riscatto (5 mln €) |
| D        | Abdou Diallo       | Paris Saint-Germain   | definitivo (32 mln €)                                                    |
| C        | Sebastian Rode     | Eintracht Francoforte | definitivo (4 mln €)                                                     |
| A        | André Schürrle     | Spartak Mosca         | prestito oneroso (1 mln €)                                               |
| A        | Maximilian Philipp | Dinamo Mosca          | definitivo (20 mln €)                                                    |
| C        | Shinji Kagawa      | Real Saragozza        | definitivo (3 mln €)                                                     |
| D        | Ömer Toprak        | Werder Brema          | prestito oneroso con diritto di riscatto (2,5 mln €)                     |
| C        | Sergio Gómez       | Huesca                | prestito                                                                 |
| C        | Marius Wolf        | Hertha Berlino        | prestito oneroso (2 mln €)                                               |

### Sessione invernale(dall'1/1 al 31/1)
| Acquisti | Acquisti       | Acquisti   | Acquisti                                                      |
| R.       | Nome           | da         | Modalità                                                      |
| -------- | -------------- | ---------- | ------------------------------------------------------------- |
| A        | Erling Haaland | Salisburgo | definitivo (20 mln €)                                         |
| C        | Emre Can       | Juventus   | prestito oneroso (1 mln €) con obbligo di riscatto (25 mln €) |

| Cessioni | Cessioni           | Cessioni   | Cessioni              |
| R.       | Nome               | a          | Modalità              |
| -------- | ------------------ | ---------- | --------------------- |
| C        | Julian Weigl       | Benfica    | definitivo (20 mln €) |
| A        | Paco Alcácer       | Villarreal | definitivo (23 mln €) |
| A        | Jacob Bruun Larsen | Hoffenheim | definitivo (9 mln €)  |

## Risultati

### Bundesliga

#### Girone di andata
| Arbitro: | Frank Willenborg |

|                                                |           |                  |
| Alcácer 3’, 59’ Sancho 51’ Reus 57’ Brandt 82’ | Marcatori | 1’ Niederlechner |

| Arbitro: | Christian Dingert |

|             |           |                                     |
| Drexler 29’ | Marcatori | 70’ Sancho 86’ Hakimi 90+4’ Alcácer |

| Arbitro: | Felix Brych |

|                               |           |             |
| Bülter 22’, 50’ Andersson 75’ | Marcatori | 25’ Alcácer |

| Arbitro: | Daniel Siebert |

|                                         |           |  |
| Alcácer 28’ Reus 50’, 90’ Guerreiro 83’ | Marcatori |  |

| Arbitro: | Markus Schmidt |

|                                    |           |                       |
| André Silva 43’ Delaney 88’ (aut.) | Marcatori | 11’ Witsel 66’ Sancho |

| Arbitro: | Deniz Aytekin |

|                   |           |                       |
| Götze 9’ Reus 41’ | Marcatori | 7’ Rashica 55’ Friedl |

| Arbitro: | Sven Jablonski |

|                                   |           |                       |
| Waldschmidt 55’ Akanji 90’ (aut.) | Marcatori | 20’ Witsel 67’ Hakimi |

| Arbitro: | Sascha Stegemann |

|          |           |  |
| Reus 58’ | Marcatori |  |

| Gelsenkirchen 26 ottobre 2019, ore 15:30 CEST 9ª giornata | Schalke 04  | 0 – 0 referto | Borussia Dortmund | Veltins-Arena (61.873 spett.)\| Arbitro: \| Felix Brych \| |
| Arbitro:                                                  | Felix Brych |               |                   |                                                            |

| Arbitro: | Tobias Welz |

|                                           |           |  |
| Hazard 52’ Guerreiro 58’ Götze 88’ (rig.) | Marcatori |  |

| Arbitro: | Felix Zwayer |

|                                                    |           |  |
| Lewandowski 17’, 76’ Gnabry 47’ Hummels 80’ (aut.) | Marcatori |  |

| Arbitro: | Christian Dingert |

|                                  |           |                            |
| Sancho 47’ Witsel 84’ Reus 90+2’ | Marcatori | 5’, 37’ Mamba 43’ Holtmann |

| Arbitro: | Sven Jablonski |

|            |           |                       |
| Darida 34’ | Marcatori | 15’ Sancho 17’ Hazard |

| Arbitro: | Daniel Siebert |

|                                          |           |  |
| Reus 42’, 69’ Hazard 58’ Sancho 63’, 74’ | Marcatori |  |

| Arbitro: | Benjamin Cortus |

|  |           |                                           |
|  | Marcatori | 32’ Reus 66’ Sancho 69’ Hazard 84’ Schulz |

| Arbitro: | Tobias Stieler |

|                                 |           |                            |
| Weigl 23’ Brandt 34’ Sancho 55’ | Marcatori | 47’, 53’ Werner 78’ Schick |

| Arbitro: | Felix Zwayer |

|                          |           |           |
| Adamyan 79’ Kramarić 87’ | Marcatori | 17’ Götze |

#### Girone di ritorno
| Arbitro: | Manuel Gräfe |

|                                    |           |                                             |
| Niederlechner 34’, 55’ Richter 46’ | Marcatori | 49’ Brandt 59’, 70’, 79’ Haaland 61’ Sancho |

| Arbitro: | Harm Osmers |

|                                                    |           |         |
| Guerreiro 10’ Reus 29’ Sancho 48’ Haaland 77’, 87’ | Marcatori | 64’ Uth |

| Arbitro: | Benjamin Cortus |

|                                                        |           |  |
| Sancho 13’ Haaland 18’, 76’ Reus 68’ (rig.) Witsel 70’ | Marcatori |  |

| Arbitro: | Markus Schmidt |

|                                        |           |                                   |
| Volland 20’, 43’ Bailey 81’ Bender 82’ | Marcatori | 22’ Hummels 33’ Can 65’ Guerreiro |

| Arbitro: | Bastian Dankert |

|                                                   |           |  |
| Piszczek 33’ Sancho 49’ Haaland 54’ Guerreiro 74’ | Marcatori |  |

| Arbitro: | Marco Fritz |

|  |           |                         |
|  | Marcatori | 52’ Zagadou 66’ Haaland |

| Arbitro: | Robert Hartmann |

|            |           |  |
| Sancho 15’ | Marcatori |  |

| Arbitro: | Sascha Stegemann |

|            |           |                      |
| Stindl 50’ | Marcatori | 8’ Hazard 71’ Hakimi |

| Arbitro: | Deniz Aytekin |

|                                           |           |  |
| Haaland 29’ Guerreiro 45’, 63’ Hazard 48’ | Marcatori |  |

| Arbitro: | Daniel Siebert |

|  |           |                          |
|  | Marcatori | 32’ Guerreiro 78’ Hakimi |

| Arbitro: | Tobias Stieler |

|  |           |             |
|  | Marcatori | 43’ Kimmich |

| Arbitro: | Daniel Siebert |

|                      |           |                                                            |
| Hünemeier 72’ (rig.) | Marcatori | 54’ Hazard 57’, 74’, 90+1’ Sancho 85’ Hakimi 89’ Schmelzer |

| Arbitro: | Harm Osmers |

|         |           |  |
| Can 58’ | Marcatori |  |

| Arbitro: | Sascha Stegemann |

|  |           |               |
|  | Marcatori | 90+5’ Haaland |

| Arbitro: | Frank Willenborg |

|  |           |                                |
|  | Marcatori | 33’ Burkardt 49’ (rig.) Mateta |

| Arbitro: | Felix Zwayer |

|  |           |                    |
|  | Marcatori | 30’, 90+3’ Haaland |

| Arbitro: | Guido Winkmann |

|  |           |                                   |
|  | Marcatori | 8’, 30’, 48’, 50’ (rig.) Kramarić |

### Coppa di Germania
| Arbitro: | Sascha Stegemann |

|  |           |                      |
|  | Marcatori | 49’ Reus 70’ Alcácer |

| Arbitro: | Benjamin Cortus |

|                 |           |            |
| Brandt 77’, 80’ | Marcatori | 71’ Thuram |

| Arbitro: | Guido Winkmann |

|                                       |           |                       |
| Selke 16’ Bittencourt 30’ Rashica 70’ | Marcatori | 67’ Haaland 78’ Reyna |

### UEFA Champions League

#### Fase a gironi
| Dortmund 17 settembre 2019, ore 21:00 CEST 1ª giornata - Gruppo F | Borussia Dortmund | 0 – 0 referto | Barcellona | Signal Iduna Park (66.099 spett.)\| Arbitro: \| Szymon Marciniak \| |
| Arbitro:                                                          | Szymon Marciniak  |               |            |                                                                     |

| Arbitro: | Pol van Boekel |

|  |           |                 |
|  | Marcatori | 35’, 89’ Hakimi |

| Arbitro: | Anthony Taylor |

|                           |           |  |
| Martínez 22’ Candreva 89’ | Marcatori |  |

| Arbitro: | Danny Makkelie |

|                            |           |                        |
| Hakimi 51’, 77’ Brandt 64’ | Marcatori | 5’ Martínez 40’ Vecino |

| Arbitro: | Clément Turpin |

|                                    |           |            |
| Suárez 29’ Messi 33’ Griezmann 67’ | Marcatori | 77’ Sancho |

| Arbitro: | Sergej Karasëv |

|                       |           |            |
| Sancho 10’ Brandt 61’ | Marcatori | 43’ Souček |

#### Fase a eliminazione diretta
| Arbitro: | Antonio Mateu Lahoz |

|                  |           |            |
| Haaland 69’, 77’ | Marcatori | 75’ Neymar |

| Arbitro: | Anthony Taylor |

|                         |           |  |
| Neymar 28’ Bernat 45+1’ | Marcatori |  |

### Supercoppa di Germania
| Arbitro: | Daniel Siebert |

|                        |           |  |
| Alcácer 48’ Sancho 69’ | Marcatori |  |

| Borussia Dortmund | Bayern Monaco |

| P               | 35 | Marwin Hitz        |  |     |
| D               | 26 | Łukasz Piszczek    |  | 80’ |
| D               | 16 | Manuel Akanji      |  |     |
| D               | 36 | Ömer Toprak        |  |     |
| D               | 14 | Nico Schulz        |  |     |
| C               | 28 | Axel Witsel        |  |     |
| C               | 33 | Julian Weigl       |  |     |
| C               | 7  | Jadon Sancho       |  | 80’ |
| C               | 11 | Marco Reus (c)     |  |     |
| C               | 13 | Raphaël Guerreiro  |  | 75’ |
| A               | 9  | Paco Alcácer       |  |     |
| A disposizione: |    |                    |  |     |
| P               | 40 | Eric Oelschlägel   |  |     |
| D               | 2  | Dan-Axel Zagadou   |  |     |
| D               | 5  | Achraf Hakimi      |  | 75’ |
| D               | 29 | Marcel Schmelzer   |  |     |
| C               | 6  | Thomas Delaney     |  |     |
| C               | 8  | Mahmoud Dahoud     |  |     |
| C               | 10 | Mario Götze        |  |     |
| A               | 27 | Marius Wolf        |  | 80’ |
| A               | 34 | Jacob Bruun Larsen |  | 80’ |
| Allenatore:     |    |                    |  |     |
| Lucien Favre    |    |                    |  |     |

| P               | 1  | Manuel Neuer (c)     |     |     |
| D               | 32 | Joshua Kimmich       | 77’ |     |
| D               | 4  | Niklas Süle          |     |     |
| D               | 17 | Jérôme Boateng       |     |     |
| D               | 27 | David Alaba          |     | 70’ |
| C               | 18 | Leon Goretzka        |     |     |
| C               | 6  | Thiago               |     | 80’ |
| C               | 24 | Corentin Tolisso     |     |     |
| A               | 25 | Thomas Müller        |     | 66’ |
| A               | 9  | Robert Lewandowski   | 59’ |     |
| A               | 29 | Kingsley Coman       |     |     |
| A disposizione: |    |                      |     |     |
| P               | 26 | Sven Ulreich         |     |     |
| P               | 39 | Ron-Thorben Hoffmann |     |     |
| D               | 5  | Benjamin Pavard      |     | 80’ |
| C               | 19 | Alphonso Davies      |     | 66’ |
| C               | 28 | Sarpreet Singh       |     |     |
| C               | 30 | Ryan Johansson       |     |     |
| C               | 35 | Renato Sanches       |     | 70’ |
| A               | 15 | Jann-Fiete Arp       |     |     |
| Allenatore:     |    |                      |     |     |
| Niko Kovač      |    |                      |     |     |

## Statistiche

### Statistiche di squadra
Statistiche aggiornate al 28 giugno 2020.
| Competizione           | Punti | In casa | In casa | In casa | In casa | In casa | In casa | In trasferta | In trasferta | In trasferta | In trasferta | In trasferta | In trasferta | Totale | Totale | Totale | Totale | Totale | Totale | DR  |
| Competizione           | Punti | G       | V       | N       | P       | Gf      | Gs      | G            | V            | N            | P            | Gf           | Gs           | G      | V      | N      | P      | Gf     | Gs     | DR  |
| ---------------------- | ----- | ------- | ------- | ------- | ------- | ------- | ------- | ------------ | ------------ | ------------ | ------------ | ------------ | ------------ | ------ | ------ | ------ | ------ | ------ | ------ | --- |
| Bundesliga             | 69    | 17      | 11      | 3       | 3       | 46      | 17      | 17           | 10           | 3            | 4            | 38           | 24           | 34     | 21     | 6      | 7      | 84     | 41     | +43 |
| Coppa di Germania      | -     | 1       | 1       | 0       | 0       | 2       | 1       | 2            | 1            | 0            | 1            | 4            | 3            | 3      | 2      | 0      | 1      | 6      | 4      | +2  |
| Supercoppa di Germania | -     | 1       | 1       | 0       | 0       | 2       | 0       | 0            | 0            | 0            | 0            | 0            | 0            | 1      | 1      | 0      | 0      | 2      | 0      | +2  |
| Champions League       | -     | 4       | 3       | 1       | 0       | 7       | 4       | 4            | 1            | 0            | 3            | 3            | 7            | 8      | 4      | 1      | 3      | 10     | 11     | -1  |
| Totale                 | -     | 23      | 16      | 4       | 3       | 57      | 22      | 23           | 12           | 3            | 8            | 45           | 34           | 46     | 28     | 7      | 11     | 102    | 56     | +46 |

### Andamento in campionato
| Giornata  | 1 | 2 | 3 | 4 | 5 | 6 | 7 | 8 | 9 | 10 | 11 | 12 | 13 | 14 | 15 | 16 | 17 | 18 | 19 | 20 | 21 | 22 | 23 | 24 | 25 | 26 | 27 | 28 | 29 | 30 | 31 | 32 | 33 | 34 |
| --------- | - | - | - | - | - | - | - | - | - | -- | -- | -- | -- | -- | -- | -- | -- | -- | -- | -- | -- | -- | -- | -- | -- | -- | -- | -- | -- | -- | -- | -- | -- | -- |
| Luogo     | C | T | T | C | T | C | T | C | T | C  | T  | C  | T  | C  | T  | C  | T  | T  | C  | C  | T  | C  | T  | C  | T  | C  | T  | C  | T  | C  | T  | C  | T  | C  |
| Risultato | V | V | P | V | N | N | N | V | N | V  | P  | N  | V  | V  | V  | N  | P  | V  | V  | V  | P  | V  | V  | V  | V  | V  | V  | P  | V  | V  | V  | P  | V  | P  |
| Posizione | 1 | 1 | 5 | 2 | 3 | 8 | 8 | 4 | 5 | 2  | 6  | 6  | 5  | 3  | 3  | 4  | 4  | 4  | 4  | 3  | 4  | 4  | 4  | 4  | 2  | 2  | 2  | 2  | 2  | 2  | 2  | 2  | 2  | 2  |

Fonte:  Bundesliga - Tabelle, su bundesliga.com.
Legenda:

Luogo: C = Casa; T = Trasferta. Risultato: V = Vittoria; N = Pareggio; P = Sconfitta.

### Statistiche dei giocatori
In corsivo i giocatori che hanno lasciato la squadra a stagione già iniziata.
| Giocatore       | Bundesliga | Bundesliga | Bundesliga  | Bundesliga | Coppa di Germania | Coppa di Germania | Coppa di Germania | Coppa di Germania | Champions League | Champions League | Champions League | Champions League | Supercoppa di Germania | Supercoppa di Germania | Supercoppa di Germania | Supercoppa di Germania | Totale   | Totale | Totale      | Totale     |
| Giocatore       | Presenze   | Reti       | Ammonizioni | Espulsioni | Presenze          | Reti              | Ammonizioni       | Espulsioni        | Presenze         | Reti             | Ammonizioni      | Espulsioni       | Presenze               | Reti                   | Ammonizioni            | Espulsioni             | Presenze | Reti   | Ammonizioni | Espulsioni |
| --------------- | ---------- | ---------- | ----------- | ---------- | ----------------- | ----------------- | ----------------- | ----------------- | ---------------- | ---------------- | ---------------- | ---------------- | ---------------------- | ---------------------- | ---------------------- | ---------------------- | -------- | ------ | ----------- | ---------- |
| M. Akanji       | 29         | 0          | 2           | 0          | 3                 | 0                 | 0                 | 0                 | 6                | 0                | 0                | 0                | 1                      | 0                      | 0                      | 0                      | 39       | 0      | 2           | 0          |
| P. Alcácer      | 11         | 5          | 0           | 0          | 1                 | 1                 | 0                 | 0                 | 2                | 0                | 0                | 0                | 1                      | 1                      | 0                      | 0                      | 15       | 7      | 0           | 0          |
| A. Bakir        | 0          | 0          | 0           | 0          | 0                 | 0                 | 0                 | 0                 | 0                | 0                | 0                | 0                | 0                      | 0                      | 0                      | 0                      | 0        | 0      | 0           | 0          |
| L. Balerdi      | 7          | 0          | 1           | 0          | 0                 | 0                 | 0                 | 0                 | 1                | 0                | 0                | 0                | 0                      | 0                      | 0                      | 0                      | 8        | 0      | 1           | 0          |
| J. Brandt       | 33         | 3          | 0           | 0          | 2                 | 2                 | 0                 | 0                 | 7                | 2                | 1                | 0                | 0                      | 0                      | 0                      | 0                      | 42       | 7      | 1           | 0          |
| J. Bruun Larsen | 4          | 0          | 0           | 0          | 2                 | 0                 | 0                 | 0                 | 2                | 0                | 0                | 0                | 1                      | 0                      | 0                      | 0                      | 9        | 0      | 0           | 0          |
| R. Bürki        | 31         | -40        | 0           | 0          | 0                 | -0                | 0                 | 0                 | 8                | -11              | 0                | 0                | 0                      | -0                     | 0                      | 0                      | 39       | -51    | 0           | 0          |
| E. Can          | 12         | 2          | 5           | 0          | 1                 | 0                 | 0                 | 0                 | 2                | 0                | 0                | 1                | 0                      | 0                      | 0                      | 0                      | 15       | 2      | 5           | 1          |
| M. Dahoud       | 12         | 0          | 1           | 0          | 0                 | 0                 | 0                 | 0                 | 2                | 0                | 0                | 0                | 0                      | 0                      | 0                      | 0                      | 14       | 0      | 1           | 0          |
| T. Delaney      | 11         | 0          | 4           | 0          | 0                 | 0                 | 0                 | 0                 | 3                | 0                | 1                | 0                | 0                      | 0                      | 0                      | 0                      | 14       | 0      | 5           | 0          |
| T. Duman        | 0          | 0          | 0           | 0          | 0                 | 0                 | 0                 | 0                 | 0                | 0                | 0                | 0                | 0                      | 0                      | 0                      | 0                      | 0        | 0      | 0           | 0          |
| C. Führich      | 0          | 0          | 0           | 0          | 0                 | 0                 | 0                 | 0                 | 0                | 0                | 0                | 0                | 0                      | 0                      | 0                      | 0                      | 0        | 0      | 0           | 0          |
| R. Guerreiro    | 29         | 8          | 3           | 0          | 0                 | 0                 | 0                 | 0                 | 8                | 0                | 1                | 0                | 1                      | 0                      | 0                      | 0                      | 38       | 8      | 4           | 0          |
| M. Götze        | 15         | 3          | 0           | 0          | 2                 | 0                 | 0                 | 0                 | 4                | 0                | 0                | 0                | 0                      | 0                      | 0                      | 0                      | 21       | 3      | 0           | 0          |
| A. Hakimi       | 33         | 5          | 5           | 0          | 3                 | 0                 | 0                 | 0                 | 8                | 4                | 0                | 0                | 1                      | 0                      | 0                      | 0                      | 45       | 9      | 5           | 0          |
| E. Haaland      | 15         | 13         | 0           | 0          | 1                 | 1                 | 0                 | 0                 | 2                | 2                | 1                | 0                | 0                      | 0                      | 0                      | 0                      | 18       | 16     | 1           | 0          |
| T. Hazard       | 33         | 7          | 3           | 0          | 3                 | 0                 | 0                 | 0                 | 7                | 0                | 2                | 0                | 0                      | 0                      | 0                      | 0                      | 43       | 7      | 5           | 0          |
| M. Hitz         | 4          | -1         | 0           | 0          | 3                 | -4                | 0                 | 0                 | 0                | -0               | 0                | 0                | 1                      | -0                     | 0                      | 0                      | 8        | -5     | 0           | 0          |
| M. Hummels      | 31         | 1          | 8           | 1          | 2                 | 0                 | 0                 | 0                 | 8                | 0                | 2                | 0                | 0                      | 0                      | 0                      | 0                      | 41       | 1      | 10          | 1          |
| J. Hupe         | 0          | -0         | 0           | 0          | 0                 | -0                | 0                 | 0                 | 0                | -0               | 0                | 0                | 0                      | -0                     | 0                      | 0                      | 0        | -0     | 0           | 0          |
| M. Morey        | 5          | 0          | 0           | 0          | 0                 | 0                 | 0                 | 0                 | 0                | 0                | 0                | 0                | 0                      | 0                      | 0                      | 0                      | 5        | 0      | 0           | 0          |
| E. Oelschlägel  | 0          | -0         | 0           | 0          | 0                 | -0                | 0                 | 0                 | 0                | -0               | 0                | 0                | 0                      | -0                     | 0                      | 0                      | 0        | -0     | 0           | 0          |
| I. Pherai       | 0          | 0          | 0           | 0          | 0                 | 0                 | 0                 | 0                 | 0                | 0                | 0                | 0                | 0                      | 0                      | 0                      | 0                      | 0        | 0      | 0           | 0          |
| Ł. Piszczek     | 29         | 1          | 3           | 0          | 2                 | 0                 | 0                 | 0                 | 6                | 0                | 1                | 0                | 1                      | 0                      | 0                      | 0                      | 38       | 1      | 4           | 0          |
| T. Raschl       | 1          | 0          | 0           | 0          | 0                 | 0                 | 0                 | 0                 | 0                | 0                | 0                | 0                | 0                      | 0                      | 0                      | 0                      | 1        | 0      | 0           | 0          |
| M. Rente        | 0          | 0          | 0           | 0          | 0                 | 0                 | 0                 | 0                 | 0                | 0                | 0                | 0                | 0                      | 0                      | 0                      | 0                      | 0        | 0      | 0           | 0          |
| M. Reus         | 19         | 11         | 1           | 0          | 2                 | 1                 | 1                 | 0                 | 4                | 0                | 0                | 0                | 1                      | 0                      | 0                      | 0                      | 26       | 12     | 2           | 0          |
| G. Reyna        | 15         | 0          | 2           | 0          | 1                 | 1                 | 1                 | 0                 | 2                | 0                | 0                | 0                | 0                      | 0                      | 0                      | 0                      | 18       | 1      | 3           | 0          |
| J. Sancho       | 32         | 17         | 2           | 0          | 3                 | 0                 | 0                 | 0                 | 8                | 2                | 0                | 0                | 1                      | 1                      | 0                      | 0                      | 44       | 20     | 2           | 0          |
| M. Schmelzer    | 7          | 1          | 0           | 0          | 0                 | 0                 | 0                 | 0                 | 1                | 0                | 0                | 0                | 0                      | 0                      | 0                      | 0                      | 8        | 1      | 0           | 0          |
| N. Schulz       | 11         | 1          | 0           | 0          | 3                 | 0                 | 2                 | 0                 | 3                | 0                | 0                | 0                | 1                      | 0                      | 0                      | 0                      | 18       | 1      | 2           | 0          |
| Ö. Toprak       | 0          | 0          | 0           | 0          | 0                 | 0                 | 0                 | 0                 | 0                | 0                | 0                | 0                | 1                      | 0                      | 0                      | 0                      | 1        | 0      | 0           | 0          |
| L. Unbehaun     | 0          | -0         | 0           | 0          | 0                 | -0                | 0                 | 0                 | 0                | -0               | 0                | 0                | 0                      | -0                     | 0                      | 0                      | 0        | -0     | 0           | 0          |
| J. Weigl        | 13         | 1          | 4           | 0          | 2                 | 0                 | 0                 | 0                 | 4                | 0                | 3                | 1                | 1                      | 0                      | 0                      | 0                      | 20       | 1      | 7           | 1          |
| A. Witsel       | 28         | 4          | 4           | 0          | 3                 | 0                 | 0                 | 0                 | 7                | 0                | 1                | 0                | 1                      | 0                      | 0                      | 0                      | 39       | 4      | 5           | 0          |
| M. Wolf         | 0          | 0          | 0           | 0          | 0                 | 0                 | 0                 | 0                 | 0                | 0                | 0                | 0                | 1                      | 0                      | 0                      | 0                      | 1        | 0      | 0           | 0          |
| D. Zagadou      | 15         | 1          | 1           | 0          | 2                 | 0                 | 0                 | 0                 | 5                | 0                | 1                | 0                | 0                      | 0                      | 0                      | 0                      | 22       | 1      | 2           | 0          |